# Вавила Сицилийский
Вави́ла Сицили́йский (умер в конце III века) — христианский отшельник, подвизался на острове Сицилия; священномученик. Память в Православной церкви 24 января (6 февраля).
Вавила родился в городе Реупол в богатой христианской семье. Получил образование в Антиохии. В юности ушёл из дома и стал жить аскетом на горе в окрестностях Рима. Там был руположен во пресвитера. Вместе с ним на горе подвизались два его ученика Агапий и Тимофей. Из-за языческих гонений Вавила с учениками переселился на Сицилию, но там местный правитель, недовольный его христианской проповедью среди местного населения, подверг святого пыткам, а затем приказал казнить через усекновение мечом.